# Orden dinástica

Collar de la Orden del Toisón de Oro, orden dinástica española

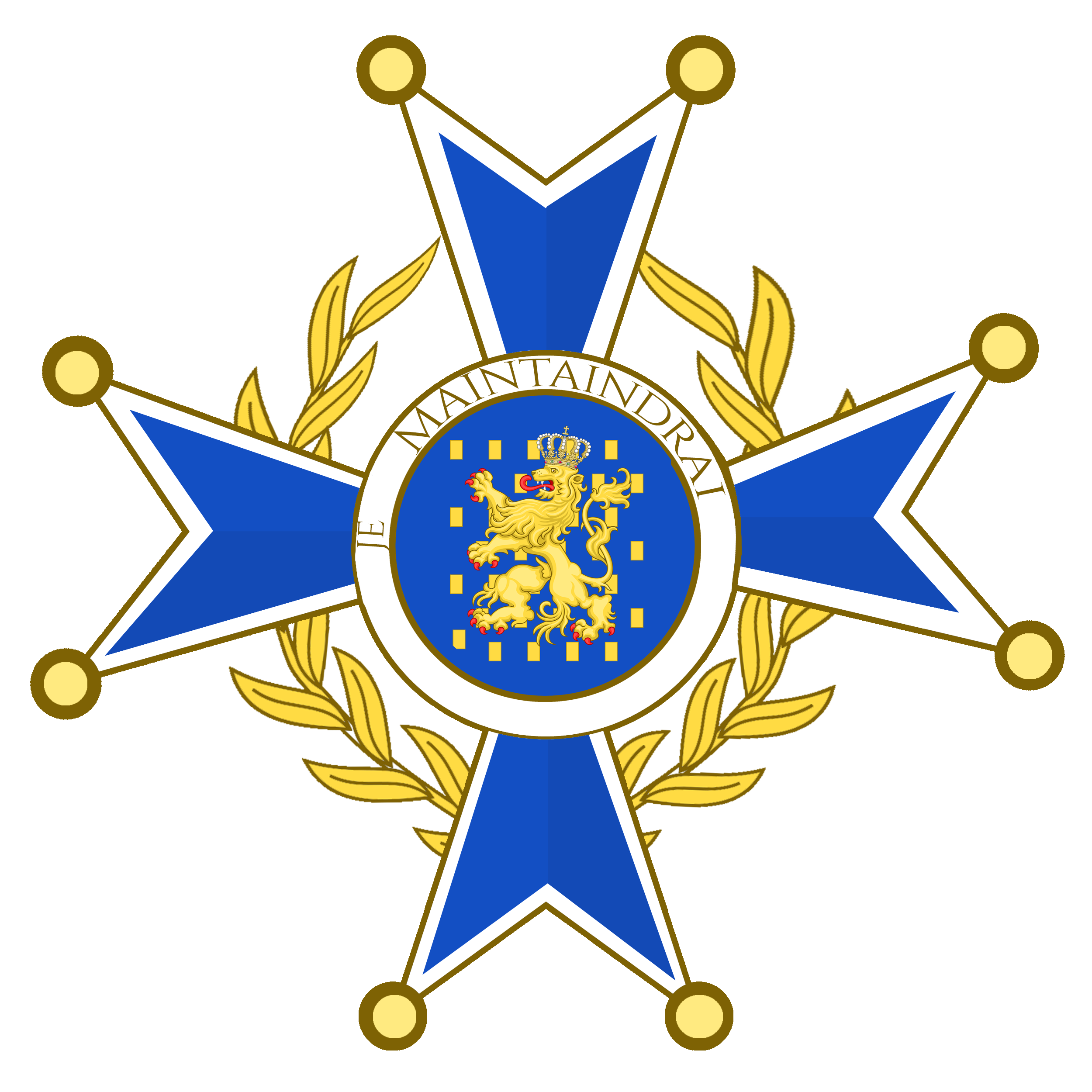
Insignia de la Orden del León de Oro de la Casa de Nassau, orden dinástica neerlandesa

Collar de la Orden de las Dos Sicilias, orden dinástica del antiguo Reino de las Dos Sicilias

Una orden dinástica, una orden monárquica o una orden doméstica es una orden bajo patrocinio real. Dicha orden es otorgada, como fons honorum legítimo, por un soberano o el jefe de una familia gobernante que alguna vez fue soberana. Estas órdenes se consideran a menudo parte del patrimonio cultural de la familia gobernante. Las órdenes dinásticas a menudo se fundaban o mantenían para recompensar el servicio a un monarca o a su dinastía posterior.
No debe confundirse con una orden nacional o estatal, ya que este es el término equivalente a las órdenes (por ejemplo, de mérito) conferidas por estados soberanos pero no otorgadas por dinastías gobernantes.

## Usos en distintas regiones
Las órdenes dinásticas están bajo el control exclusivo de un monarca y se otorgan sin el consejo del liderazgo político (primer ministro o gabinete). Un informe reciente del gobierno británico mencionó que hay "un ejercicio restante que se ha identificado como la prerrogativa ejecutiva verdaderamente personal del Monarca: es decir, la concesión de ciertos honores que permanecen dentro del don del Soberano (las Órdenes del Mérito, de la Jarretera, del Cardo y la Real Orden Victoriana)".
Generalmente, las órdenes dinásticas o de casa son otorgadas por el monarca por cualquier razón que considere apropiada, mientras que otras órdenes, a menudo llamadas órdenes de mérito, se otorgan por recomendación de funcionarios del gobierno para reconocer logros individuales o servicios a la nación.

### Portugal
El término orden dinástica también se utiliza para aquellas órdenes que continúan siendo otorgadas por antiguos monarcas y sus descendientes después de haber sido removidos del poder. Por ejemplo, el sitio web de Eduardo Pío de Braganza,  un pretendiente al trono de Portugal que usa el título de Duque de Braganza, afirma que la Orden de Nuestra Señora de la Concepción de Villaviciosa, "siendo una Orden Dinástica de la Casa de Braganza y no una Orden de Estado, continuó siendo conferida por el último Rey Don Manuel II, en el exilio". Sobre la base de su sucesión al Rey Manuel II, Duarte Pio continúa otorgando aquellas órdenes del Reino de Portugal  no asumidas por la República Portuguesa.
La República Portuguesa ve las cosas de manera un tanto diferente, considerando que todas las órdenes reales se extinguieron después de la revolución del 5 de octubre de 1910 y algunas de ellas restablecidas en forma republicana en 1918. Para efectos oficiales, Portugal simplemente ignora las órdenes otorgadas por el pretendiente real, Eduardo Pio.  Aunque nadie es procesado por aceptar órdenes de Don Eduardo, incluido él mismo, la ley portuguesa requiere permiso del gobierno para aceptar cualquier premio oficial, ya sea de Portugal o de potencias extranjeras; los premios de Don Eduardo simplemente no aparecen en ninguna de las listas.

### Italia
Una situación similar existe en Italia, donde el Gobierno republicano considera que las órdenes de los reyes anteriores han sido abolidas pero el heredero del último rey continúa otorgándolas. Sin embargo, la situación italiana es única, ya que la Orden de los Santos Mauricio y Lázaro es una de las pocas órdenes de caballería que ha sido explícitamente reconocida por una bula papal, en la que el Papa Gregorio XII dio a la Casa de Saboya el derecho de conferir ese título de caballero a perpetuidad. Por lo tanto, según los principios del derecho internacional, el heredero italiano al trono en el exilio afirma que el control de las órdenes dinásticas de Saboya existe separado del control de las órdenes del Reino de Italia, de modo que conserva el derecho a otorgar las órdenes y los privilegios que las acompañan"." La familia real de Saboya tiene además la Suprema Orden de la Santísima Anunciación, que es su orden de caballería de mayor rango. Además de esto, la Orden del Mérito de Saboya es una orden dinástica otorgada por el jefe de la Casa Real de Saboya. Tras la desaparición del último monarca reinante Humberto II de Italia en 1983, la Orden de la Corona de Italia fue reemplazada en 1988 por la Orden del Mérito de Saboya, que fue instituida por su heredero, el actual jefe de la antigua Casa Real, Víctor Emanuel de Saboya. Si bien la Orden al mérito de Saboya nunca ha sido una orden nacional, es subsidiaria de la Orden Civil de Saboya, antigua Orden del Mérito, y cuenta con alrededor de 2.000 miembros y, como la Orden de la Corona de Italia anteriormente, está confiada al Canciller de la Orden de los Santos Mauricio y Lázaro.
Además de esto, en Italia existen órdenes de la Casa Real de Borbón-Dos Sicilias que aún hoy confieren sus órdenes de caballería dinástica. La más interesante de ellas es la Sagrada Orden Militar Constantiniana de San Jorge, ya que la República Italiana reconoce la orden como Orden de Caballería en virtud de la Ley n° 178 de 1951 que autoriza a los ciudadanos italianos galardonados con la condecoración constantiniana a mostrarla como reconocida de manera autorizada también por el Consejo de Estado italiano en su decisión n° 1869 y 1881. Por lo tanto, los ciudadanos legítimamente galardonados con condecoraciones constantinianas pueden solicitar su uso en el territorio de la República Italiana mediante Decreto Presidencial o Decreto del Ministerio de Asuntos Exteriores. Por Decreto del Presidente de la República, en 1973 se creó la Asociación Nacional Italiana de los Caballeros de la Sagrada Orden Militar Constantiniana de San Jorge. Además, existe la Real Orden de Francisco I del Reino de las Dos Sicilias. Una rama de la familia (liderada por el Príncipe Carlos, Duque de Castro) afirma que la Orden de Francisco I estaba unida a la corona, no al estado, y por lo tanto la considera una orden dinástica. La otra rama (liderada por el Infante Carlos, Duque de Calabria) considera a la Orden de Francisco I como una orden estatal que se extinguió cuando la familia real Borbón-Dos Sicilias aceptó la abolición de su monarquía y la inclusión del estado en el Reino de Italia.

### Rusia
Una tercera situación de coexistencia mutua se mantiene en Rusia, donde, desde la caída del comunismo, las órdenes de San Andrés, San Jorge y Santa Catalina se han reinventado como Órdenes Estatales al Mérito de la Federación Rusa. Sin embargo, las Órdenes Imperiales rusas de San Andrés, San Jorge, Santa Catalina, Santa Ana, San Vladimir y San Stanislav han seguido siendo otorgadas desde la revolución por los sucesivos jefes de la Casa Imperial de los Romanov, el Gran Duque Cirilo Vladimirovich, el Gran Duque Vladimir Kiríllovich y la Gran Duquesa María Vladímirovna Románova. Además, se revivieron las Órdenes Dinásticas de Caballería y se crearon otras nuevas bajo el Gran Duque Cirilo (Orden de San Nicolás el Taumaturgo), el Gran Duque Vladimir (Orden de San Miguel Arcángel) y la Gran Duquesa María Vladimirovna (Orden de Santa Anastasia). Los premios de estos honores se pueden usar en Rusia y gozan de reconocimiento semioficial por parte de la iglesia y el estado; Por ejemplo, el 14 de diciembre de 2001 el Ministerio de Defensa de la Federación Rusa legalizó el uso de la Orden de San Nicolás el Taumaturgo en Rusia por parte de militares en servicio activo.

### Europa Central
En Europa Central, el jefe de la Casa de Habsburgo tenía derecho a disponer de la Orden del Toisón de Oro incluso después de 1918. El vasto tesoro y el archivo asociado se encuentran en el Tesoro de Viena. La República de Austria lo confirmó expresamente. Durante la época nazi, muchos bienes y órdenes de los Habsburgo fueron expropiados y disueltos. La URSS mantuvo esta situación durante la Guerra Fría para evitar cualquier oposición entre sus pueblos oprimidos. Después de la caída del comunismo, la Orden de San Jorge fue reactivada por la familia Habsburgo como orden dinástica de Europa Central. Con la Orden del Toisón de Oro y la Orden de San Jorge, personalidades merecidas son nombradas caballeros en la actualidad.

## Varias órdenes dinásticas
Existen muchas órdenes dinásticas de caballería, principalmente en Europa. Hoy en día, las órdenes dinásticas incluyen aquellas que aún otorga un monarca reinante, aquellas otorgadas por el jefe de una casa real en el exilio y aquellas que se extinguieron. Aunque a veces se afirma que los jefes de las antiguas casas reinantes conservan el derecho a sus órdenes dinásticas pero no pueden crear otras nuevas, esa opinión es cuestionada por otros que creen que el poder de crear órdenes permanece con una dinastía para siempre. En algunos casos, se acusa a las antiguas familias reinantes de "manipular" el asunto al afirmar que reviven órdenes extintas hace mucho tiempo o al cambiar órdenes estatales no dinásticas por dinásticas. Un ejemplo de esto es la Orden de San Miguel del Ala, que a veces se describe como un renacimiento de una orden que había permanecido inactiva durante mucho tiempo y que fue otorgada por última vez en el siglo XVIII, pero que también se describe como una nueva orden creada en 2004. Finalmente, está el ejemplo de una pretendiente rusa, María Vladimirovna, que publicó un decreto el 20 de agosto de 2010 para crear la completamente nueva Orden Imperial de la Santa Gran Mártir Anastasia.

### Otorgado por laSanta Sede
Aunque algunas antiguas familias reales y sus partidarios afirman que la Iglesia Católica Romana reconoce formalmente su derecho a otorgar diversas órdenes, el Vaticano niega todas esas afirmaciones. El 16 de octubre de 2012, el Secretario de Estado del Vaticano renovó su anuncio formal de que sólo reconoce las órdenes emitidas por el Papa, a saber:
- Suprema Orden de Cristo
- Orden de la Espuela de Oro
- Orden de Pío IX
- Orden de San Gregorio Magno
- Orden de San Silvestre

#### Bajo protección papal
- Orden del Santo Sepulcro
- Soberana Orden Militar de Malta
- Orden Teutónica

#### Reconocido explícitamente por bula papal
- Orden de los Santos Mauricio y Lázaro

El Secretario de Estado advirtió que "las demás órdenes, ya sean de origen reciente o de fundación medieval, no son reconocidas por la Santa Sede... Para evitar posibles dudas, incluso por la expedición ilícita de documentos o por el uso inapropiado de lugares sagrados, y para impedir que continúen los abusos que pueden redundar en perjuicio de personas de buena fe, la Santa Sede confirma que no atribuye absolutamente ningún valor a los certificados de pertenencia o a las insignias expedidos por estos grupos, y considera inapropiado el uso de iglesias o capillas para sus llamadas 'ceremonias de investidura'".

### Otorgado por actuales monarcas soberanos
- La Muy Noble Orden de la Jarretera (Reino Unido)[34]
- La Orden del Toisón de Oro (España)[35]
- La Orden del León de Oro de la Casa de Nassau (Países Bajos y Luxemburgo)[36]
- La Real Orden Victoriana (reinos de la Commonwealth) [34]
- La Orden del Elefante (Dinamarca)[37]
- La Orden de Dannebrog (Dinamarca)
- La Orden del Mérito (reinos de la Commonwealth)[34]
- La Orden de la Casa de Orange-Nassau (Países Bajos)[38]
- La Más Antigua y Más Noble Orden del Cardo (Reino Unido)[34]
- La Orden de los Serafines (Suecia)
- La Orden de San Olaf (Noruega)
- La Orden de Al-Hussein bin Ali (Jordania)

### Otorgado por los jefes de antiguas casas reinantes

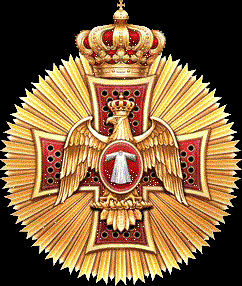
Medalla de la orden del Águila de Georgia

- La Orden de San Jorge (Casa de Wittelsbach) [39]
- La Orden de San Huberto (Casa de Wittelsbach) [40]
- La Orden de Teresa (Casa de Wittelsbach)
- La Orden de San Alejandro (Reino de Bulgaria)
- La Orden Imperial Etíope de Santa María de Sion ( Etiopía )
- La Orden del Espíritu Santo (Reino de Francia) [41][42]
- La Orden de San Miguel (Francia) [41]
- La Orden del Águila de Georgia (Reino de Georgia, dinastía Bagrationi) [43]
- La Real Orden de la Corona del Reino de Georgia (Reino de Georgia, Nugzar Bagration-Gruzinsky)
- La Orden de la Casa de Hohenzollern (Casa de Hohenzollern, Imperio Alemán)
- La Orden de los Santos Jorge y Constantino (antigua familia real griega)
- La Orden de las Santas Olga y Sofía (antigua familia real griega)
- La Orden de Skanderbeg (Reino de Albania, Casa de Zogu)
- La Orden Imperial Austriaca de Isabel (Casa de Habsburgo-Lorena) [44]
- La noble Orden del Toisón de Oro [2]  (Habsburgo-Lorena) [45]
- La Orden de la Cruz Estrellada (Casa de Habsburgo-Lorena) [46]
- La Orden de San Jorge (Casa de Habsburgo-Lorena)
- La Orden de Vitéz (Casa de Habsburgo-Lorena)
- La Orden de San Esteban de Hungría (Reino de Hungría)
- La Orden del Príncipe Danilo I (Reino de Montenegro) [47]
- La Orden de Petrović-Njegoš (Reino de Montenegro) [48]
- La Orden de San Pedro de Cetiña (Reino de Montenegro) [49]
- La Orden de San Jorge de Parma (Borbón-Parma) [50]
- La Orden de Nuestra Señora de la Concepción de Villaviciosa (Reino de Portugal, Casa de Braganza) [51]
- La Orden de la Reina Santa Isabel (Reino de Portugal, Casa de Braganza)
- Orden del Mérito de la Casa Real Portuguesa (Reino de Portugal, Casa de Braganza)
- La Orden de San Miguel del Ala (Reino de Portugal, Casa de Braganza) [29]
- Orden de Carol I (Reino de Rumania), orden fundada en 1906 y discontinuada con la abdicación del rey Miguel en 1947, y luego restablecida por él el 5 de enero de 2005 como orden dinástica) [52]
- La Orden de la Corona de Rumania, fundada como una orden estatal, fue restablecida por el rey Miguel I como una orden dinástica en 2011.[53]
- La Orden de San Andrés (Dinastía Romanov)
- La Orden de Santa Catalina (Dinastía Romanov)
- La Orden de San Alejandro Nevski (Dinastía Romanov)
- La Orden del Águila Blanca (Dinastía Romanov)
- La Orden de Santa Ana (Dinastía Romanov) [54]
- La Orden de San Vladimir (Dinastía Romanov)
- La Orden de San Nicolás el Taumaturgo (Dinastía Romanov, una orden moderna creada en el exilio el 1 de agosto de 1929 por el pretendiente Cirilo Romanov, primo del último zar, Nicolás II de Rusia) [55]
- La Orden de San Estanislao (Dinastía Romanov)
- La Orden de Santa Anastasia (Dinastía Romanov), una orden moderna creada en el exilio en 2010 por el Jefe de la Casa Imperial.
- La Orden de San Miguel el Arcángel (Dinastía Romanov, una orden moderna creada en el exilio en 1988 por el Jefe de la Casa Imperial Vladimir Kirillovich
- La Real Orden del Intare (Ruanda)
- La Suprema Orden de la Santísima Anunciación (Saboya) [56]
- La Orden de los Santos Mauricio y Lázaro (Saboya) [56]
- La Orden del Mérito de Saboya (Saboya)
- La Orden de Parfaite Amitié (Casa de Thurn y Taxis)
- La Orden de San José (Austria-Toscana)
- Sagrada Orden Militar Constantiniana de San Jorge (Reino de las Dos Sicilias)
- La Orden de San Jenaro (Reino de las Dos Sicilias)
- La Orden Real y Hachemita de la Perla (Sulu, Casa Real de Sulu)
- Orden de la Rosa (Brasil, Casa de Orleans-Braganza)
- Orden de la Cruz del Sur (Brasil, Casa de Orleans-Braganza)
- Orden de Santiago de la Espada (Brasil) (Brasil, Casa de Orleans-Braganza)
- La Orden Imperial de Cristo (Brasil, Casa de Orleans-Braganza)
- La Orden de Pedro I (Brasil, Casa de Orleans-Braganza)
- La Orden de los Rasulid (Casa Real de Tahir Buruj de la dinastía Rasulid) [57]

### Otorgado por los jefes de las monarquías tradicionales no soberanas
- Real Orden del Mérito del Príncipe Uchicho (Bolivia, Casa de Pinedo)[58]